# Csaba
Csaba ist ein ungarischer männlicher Vorname und Familienname.

## Herkunft und Bedeutung
Der Legende nach soll Attilas Sohn diesen Namen getragen haben.
Der Name wird in Ungarn erst seit dem 19. Jahrhundert verwendet und stammt aus dem Türkischen. Die ursprüngliche Bedeutung des Namens war „Der Wanderer“ oder „Hirte“.

## Namensträger

### Vorname
- Csaba Ali (1946–2020), ungarischer Schwimmer
- Csaba Balogh (* 1987), ungarischer Schachspieler
- Csaba Béleczki (* 1971), ungarischer Badmintonspieler
- Csaba Böjte (* 1959), rumänischer Franziskaner
- Csaba Burján (* 1994), ungarischer Shorttracker
- Csaba Cséke (* 1974), ungarischer Biathlet und Skilangläufer
- Csaba Csizmadia (* 1985), ungarischer Fußballspieler
- Csaba Csuzdi (* 1959), ungarischer Zoologe
- Csaba Deseő (* 1939), ungarischer Violinist, Bratschist und Jazzviolinist
- Csaba Fazakas (* 1959), ungarisch-österreichischer Künstler
- Csaba Fehér  (* 1975), ungarischer Fußballspieler
- Csaba Fenyvesi (1943–2015), ungarischer Degenfechter
- Csaba Földes (* 1958), ungarischer Germanist
- Csaba Hámori (* 1948), ungarische Politiker
- Csaba Hegedűs (* 1948), ungarischer Ringer
- Csaba Hende (* 1960), ungarischer Politiker
- Csaba Horváth (Schachspieler) (* 1968), ungarischer Schachspieler und -schiedsrichter
- Csaba János Kenéz (* 1942), ungarisch-deutscher Historiker
- Csaba Kesjár (1962–1988), ungarischer Automobilrennfahrer
- Csaba Kiss (* 1963), ungarischer Badmintonspieler
- Csaba Kovács (* 1984), ungarischer Eishockeyspieler
- Csaba László (Fußballtrainer) (* 1964), rumänisch-ungarischer Fußballspieler und -trainer
- Csaba Meleghegyi (1941–2004), ungarischer Schachspieler
- Csaba Mester (* 2002), ungarischer Fußballspieler
- Csaba Molnár (* 1979), ungarischer Politiker
- Csaba Nagy (Eishockeyspieler) (* 1984), ungarisch-rumänischer Eishockeyspieler
- Csaba Némedi, ungarisch-österreichischer Opernregisseur und Musiktheaterwissenschaftler
- Csaba Őry (* 1952), ungarischer Politiker
- Csaba Prokec (* 1980), serbischer Eishockeyspieler
- Csaba Sógor (* 1964), rumänischer Politiker der ungarischen Minderheit
- Csaba Steig (* 1971), ungarischer Radrennfahrer
- Csaba Székely (Eisenbahner) (* 1951), österreichischer Eisenbahnmanager
- Csaba Szekeres (* 1977), ungarischer Radrennfahrer
- Csaba Szigeti, ungarischer Sänger, Pianist und Komponist
- Csaba Szikra (* 1979), ungarischer Badmintonspieler
- Csaba Szücs (Handballspieler, 1966) (* 1966), tschechoslowakischer und slowakischer Handballspieler und -trainer
- Csaba Szücs (Handballspieler, 1987) (* 1987), slowakischer Handballspieler und -trainer
- Csaba Tabajdi (* 1952), ungarischer Politiker
- Csaba Ternyák (* 1953), ungarischer Geistlicher, Erzbischof von Eger
- Csaba Vadász (* 1960), ungarischer Ringer

### Familienname
- László Csaba (Architekt) (1924–1995), ungarischer Architekt
- László Csaba (Ökonom) (* 1954), ungarischer Ökonom
- Vilmos Perlrott-Csaba (1880–1955), ungarischer Maler und Grafiker

### Weiblicher Vorname
- Csaba dalla Zorza (* 1970), italienische Köchin, Kochbuchautorin, Fernsehmoderatorin und Verlegerin